# Hoàng Vĩnh Giang
Hoàng Vĩnh Giang (1946 – 11 tháng 9 năm 2021) là một nhà hoạt động thể thao tại Việt Nam. Ông đã giữ các vị trí Phó chủ tịch Ủy ban Olympic châu Á, Tổng thư ký Ủy ban Olympic Việt Nam. Ông được Nhà nước Việt Nam trao tặng danh hiệu Anh hùng Lao động vì những đóng góp của ông đối với nền thể thao Việt Nam và là người đầu tiên trong ngành Thể dục thể thao được phong tặng danh hiệu này.

## Thân thế
Ông sinh năm 1946 tại Hà Nội. Cha ông là Giáo sư Hoàng Minh Giám , cháu ngoại của đại thần nhà Nguyễn Cao Xuân Dục. Gia tộc của ông có truyền thống nhiều đời đỗ khoa bảng, giữ chức vụ cao và đã có đến hai Thượng thư Bộ lễ.
Ông vốn có năng khiếu thể thao, thời trẻ là vận động viên thi đấu chuyên nghiệp và từng là kỷ lục gia nhảy cao của Việt Nam.
Ngoài hoạt động thể thao, ông còn là Phó chủ tịch Hội Hữu nghị Việt Trung (trung ương), Chủ tịch Hội Hữu nghị Việt Trung Hà Nội.
Trưa ngày 11 tháng 9 năm 2021, ông từ trần tại nhà riêng, chỉ mấy tháng sau lễ mừng thọ 75 tuổi.

## Vinh danh
Do những đóng góp của mình đối với thể thao Việt Nam, ông đã được trao tặng:
- Danh hiệu Anh hùng Lao động (2006).
- Danh hiệu Công dân Thủ đô ưu tú (2010)[4]
- Huân chương Lao động hạng Nhì (2004)
- Huân chương Lao động hạng Nhì (Lào, 2010)[5]

## Đời tư
Ông lập gia đình 2 lần. Cuộc hôn nhân đầu tiên sớm tan vỡ do sự khác biệt tính cách giữa 2 người. Người vợ thứ hai của ông là bà Trương Thị Ngọc Lan, huấn luyện viên đội nhảy cầu của Việt Nam.